# Žoržs Tikmers

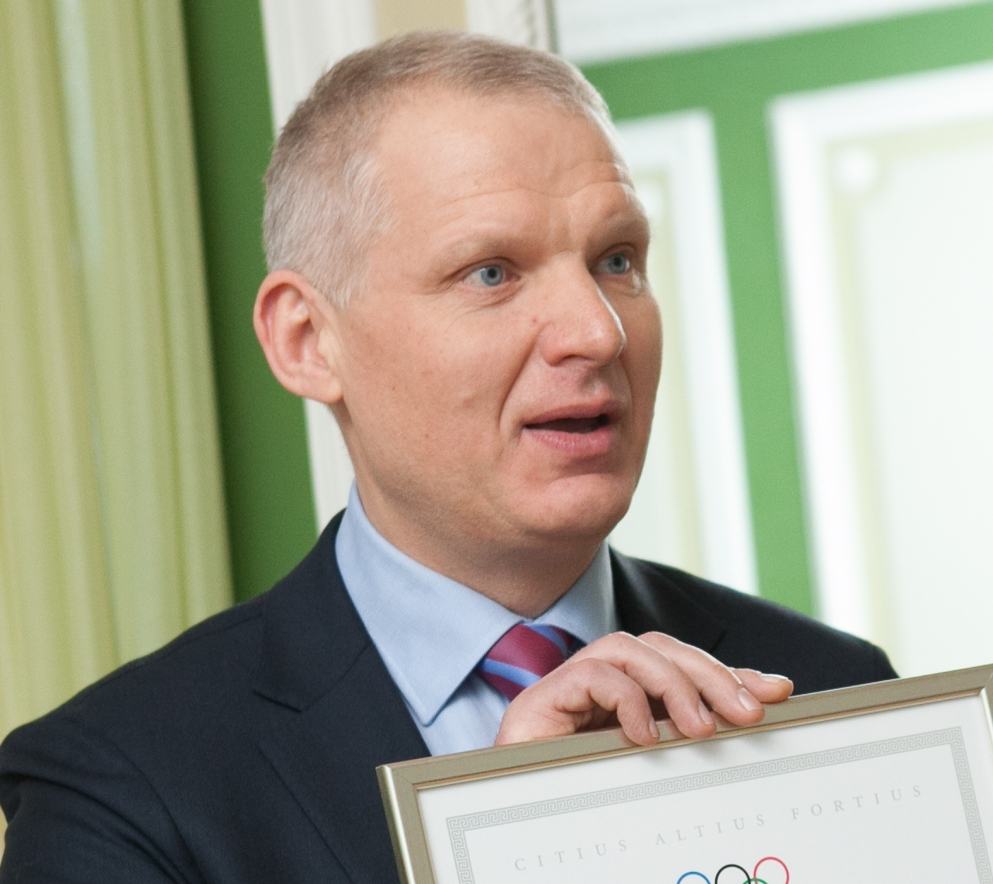
Žoržs Tikmers

Žoržs Tikmers, född den 22 januari 1957 i Iecava, Lettiska SSR, Sovjetunionen, är en sovjetisk roddare.
Tikmers tog OS-silver i fyra med styrman i samband med de olympiska roddtävlingarna 1980 i Moskva.